# Gashim Magomedov
Gashim Magomedov (russisch Гашим Магомедович Магомедов ‚Gaschim Magomedowitsch Magomedow‘; aserbaidschanisch Qaşım Maqomedov; * 22. September 1999 in Machatschkala, Dagestan) ist ein russisch-aserbaidschanischer Taekwondoin. Er startet in der Gewichtsklasse bis 58 Kilogramm.

## Erfolge
Gashim Magomedov belegte bei den Europaspielen in Krakau den dritten Platz und gewann damit Bronze. Eine weitere Bronzemedaille gewann er bei den Europameisterschaften 2024 in Belgrad.
Bei den Olympischen Spielen 2024 in Paris erreichte er in seiner Konkurrenz nach einem 2:0-Auftaktsieg gegen den Iren Jack Woolley das Viertelfinale, in dem er Adrián Vicente aus Spanien ebenfalls mit 2:0 bezwang. Im Halbfinale folgte ein weiterer 2:0-Erfolg gegen Vito Dell’Aquila aus Italien, sodass Magomedov ins Finale gegen Park Tae-joon aus Südkorea einzog. Gegen diesen musste er eine 0:2-Niederlage hinnehmen, sodass er als Zweitplatzierter die Silbermedaille erhielt.